# Voroplavba v Čechách

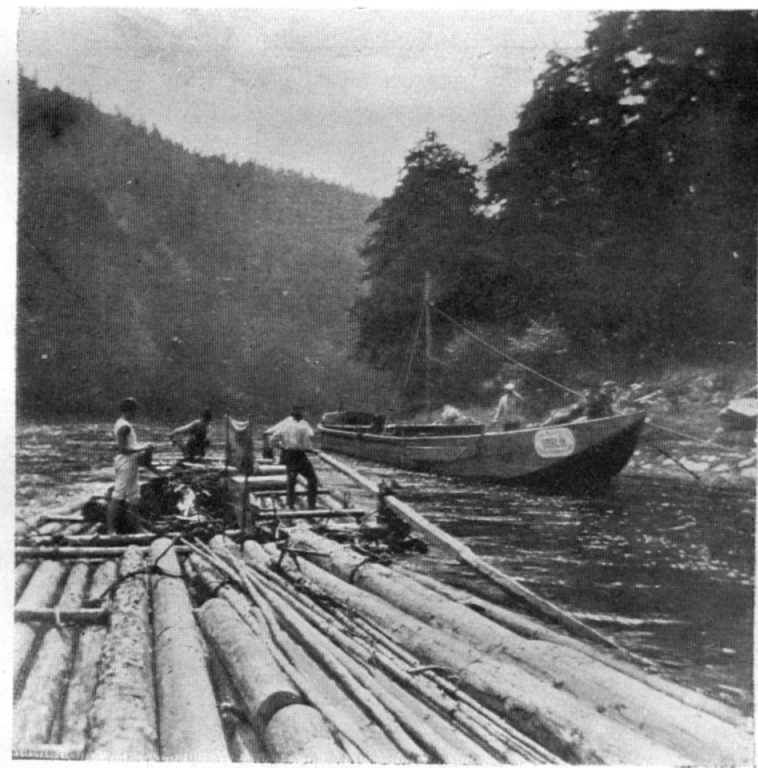
Setkání voru a středovltavské lodi na střední Vltavě nedaleko hradu Orlík kolem roku 1903 (z dobové knihy E. Chalupného)

Voroplavba, způsob dopravování dřeva plavením po vodním toku, má v Česku dávnou tradici zejména v Čechách. Předpokládá se, že probíhala odedávna na všech tehdy splavných řekách, jimiž byly Vltava, Malše, Lužnice, Nežárka, Otava, Sázava, Berounka, Divoká Orlice, Tichá Orlice, Labe. Postupně ji vytlačil rozvoj železnice; voroplavbě na Vltavě pak definitivně zamezila výstavba Vltavské kaskády.

## Historie voroplavby v Česku

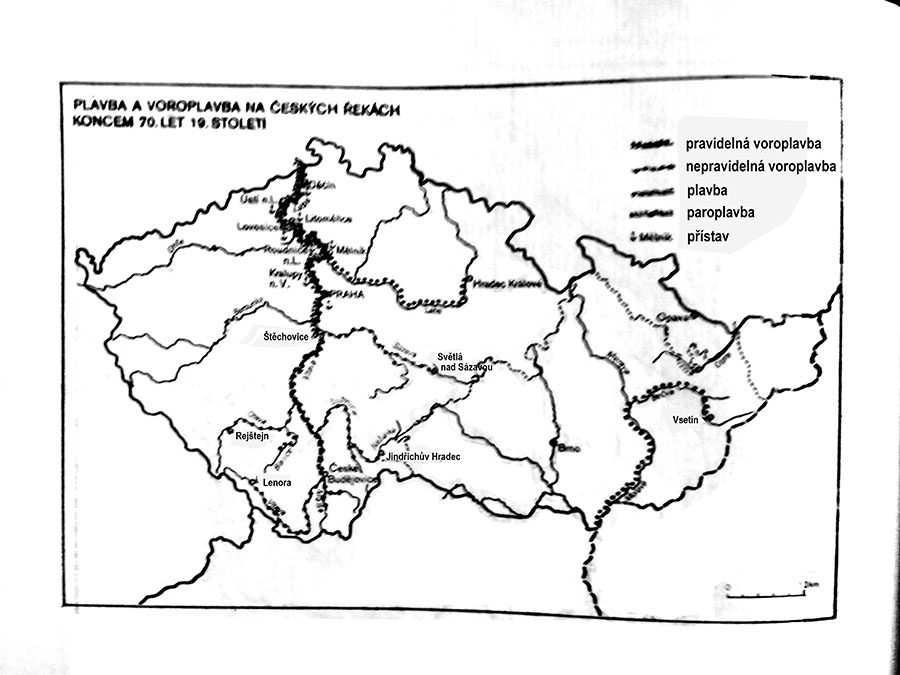
pravidelná voroplavba - Vltava (od Č. Budějovic), Labe (od Hr. Králové), Morava (od Vsetína)

Ke zlepšení splavnosti některých vodních toků v Čechách byly budovány plavební kanály, jezy s propustmi a plavební komory. První zdymadlo bylo postaveno v roce 1729, jeho projektantem byl Jan Ferdinand Schor. V dnešní době se některé používají pro kanoistiku a raftování, jiné jsou přehrazené a účel už nemají. Protože čeští plavci plavili dříví i do Německa, pronikly do oboru počeštěné německé výrazy. Vory nebo celé jejich sestavy se nazývaly prameny (zřejmě z německého Prahmenflösserei – voroplavba), propusti se říkalo šlajsna (z německého Schleuse).
V potocích, horních tocích řek a v umělých kanálech se klády posílaly po vodě jednotlivě. Pak se svazovaly do menších vorů a níže na řece po jejím soutoku s jinými toky se převazovaly do větších. Vaziště byla místa na břehu vodního toku, kde se kmeny sestavovaly nebo převazovaly. K vazišti se kmeny dopravovaly také jinými způsoby, například za koněm, traktorem nebo na voze. Někde sami plavci stromy i káceli – byli tedy zároveň dřevaři.
Výtoň neboli výteň byla naturální daň, mýtné, vytnutím příslušného podílu přepravovaného dřeva. Některým místům zůstalo toto pojmenování, přestože plavba vorů již v nich byla skončena (například Přední Výtoň na Šumavě, Výtoň v Praze atd.)
Voroplavba je velmi náročná na schopnosti vorařů (jimž se již ve 14. století říkalo plavci). Vorař je umělé slovo vzniklé údajně až v 50. letech 20. století při dokumentaci zanikající voroplavby. Povolání se dědilo z generace na generaci, plavecké osady existovaly už od středověku. Plavci skládali mnoho stupňů náročných zkoušek. Vltavské vory musely bez úhony proplout i velmi náročnými úseky, jakými bývaly například Svatojánské proudy u Slap. Plavbu vedl vrátný, při plavbě musel mít u sebe vrátenský patent, který dostal po složení zkoušek v Praze. Plavecké party na Vltavě měly 4 až 8 členů.
Každý vor byl vpředu svázán pevně a natěsno a vzadu volněji nebo vůbec – proto se odpředu rozšiřoval. První vor se nazýval předák, předáková tabule nebo vrátenskej vor – na levé (vrátenské) straně veslo obsluhoval vrátný – kapitán plavby – a na pravé (pacholčí) straně další člen posádky. Druhý byla slabák, pacholčí vor. Na něm bývala kuchyně s ohništěm a protisměrné veslo „opačina“. Na slabáku bylo také firma – označení majitele a vrátného. Třetí vor byl „šrekovej“ – na něm byla jedna z brzd, 3–7 metrů dlouhá kláda zapouštěná kolmo do dna řeky. Poslední vor se jmenoval zadák a byl opatřen jedním veslem nebo kormidlem.

### Vltava, Otava, Lužnice, Nežárka a Malše
Už od raného středověku vznikaly podél řek plavecké osady a plavecké hospody. Již kolem roku 1000 končily vory svou cestu v pražském Podskalí (Výtoni), nad Prahou u ústí Botiče. Z roku 1130 je první doložitelná zmínka o vybírání cla z plaveného dříví. První doložená zpráva o voroplavbě na Vltavě je privilegium Jana Lucemburského z roku 1316, které zpřesňovalo pravidla obchodu se dřevem. Karel IV. v polovině 14. století voroplavbu všemožně podporoval, nařízením z roku 1347 snížil a srovnal plavecká cla, nakázal stavbu mnoha jezů a stanovil minimální šířku propustí. Od poloviny 14. století, když i Praha byla usplavněna, pokračovaly vory dále do Německa. Voroplavba je zmíněna i ve smlouvě, jíž císař v roce 1584 prodal Rudolf II. části panství městu Kašperské Hory. V roce 1590 pak vydal Petr Vok první plavební řád pro voroplavbu.
Již počátkem novověku, v 16. století, docházelo ke sporům o právo na obchodování s dřevem. Karel IV. uděloval privilegia plavcům, šlechtici a rytíři se však na zemských sněmech dožadovali práva svobodné plavby. První zápis o svobodu plavby je znám z roku 1567. Koncem 18. století byla všeobecně zavedena svobodná voroplavba. Josef Schwarzenberg, stavitel dvou velkých plavebních kanálů, obdržel v roce 1801 privilegium na plavení dřeva do Prahy, které v roce 1861 i po prodloužení vypršelo a nebylo obnoveno. Místní plavba po Otavě pokračovala dál, zejména v období velké kůrovcové kalamity v 70. letech 19. století.
Na Vltavě se plavilo nejvýše od Chlumu u Volar. Vory do Prahy připlouvaly nejen z Vltavy, ale i z Berounky, Lužnice, Sázavy, Malše a Otavy. Otava byla v celé délce 113 km splavná od roku 1892. Vory se plavily vory od Čeňkovy pily nad Rejštejnem. Na pily v Drážďansku se po Vltavě plavilo ještě ve 30. letech 20. století, cílem žichovických otavských plavců, nazývaných hamburáci, býval i Hamburk.
Protože horní toky řek jsou splavné jen za jarních povodní, byly pro voroplavbu stavěny i umělé plavební kanály. Schwarzenberský kanál v jihočeské části Šumavy byl postaven v letech 1789–1791, třináctikilometrový Vchynicko-tetovský plavební kanál obcházející Vydru v letech 1799–1801. V roce 1850 správa velkostatku Žichovice (pod hradem Rabí) přestavěla na umělý kanál staré rameno řeky.
Plavba trvala dny i týdny, například z Čeňkovy pily až na Vltavu v Praze trvala asi čtyři dny. Zpět chodili plavci pěšky, popřípadě na jízdních kolech, která si s sebou přivezli na vorech. Parta mohla během sezóny od zámrazu do zámrazu udělat až 50 „rázů“, tedy celých cyklů.
Největší rozmach voroplavby nastal po celé 19. století. Velkou konkurencí pro vory se od poloviny 19. století, tedy již v době největšího rozmachu voroplavby, postupně stávala železnice. Jako palivo bylo dřevo vytlačováno lacinějším uhlím. Rozsáhlá regulace vodních toků a výstavba přehrad, zejména Vltavské kaskády, éru voroplavby v Česku ukončila definitivně. Poslední vor proplouval rozestavěnou Orlickou přehradou 12. září 1960. Poslední plavba na Otavě se uskutečnila roku 1958.
Režisér Václav Wasserman natočil v roce 1952 komediální dokument Plavecký mariáš s Jaroslavem Marvanem v hlavní roli. Film je poplatný době vzniku, ale je unikátním dokumentem Vltavy před stavbou přehrad. V letech 1966 a 1971 vyzkoušeli voroplavbu plavci Sypalové i další pomocníci z Vyššího Brodu a okolí. Z akce vznikly dva televizní filmy. Plavci došli k závěru, že navázat na starou plaveckou slávu není možné. V roce 2000 uspořádala podobnou akci s názvem VOR 2000 Společnost Praha – Evropské město kultury roku 2000, o.p.s. – 2. července 2000 připlul na Výtoň v pražském Podskalí vorový pramen věrně zhotovený podle technologie z přelomu 19. a 20. století.

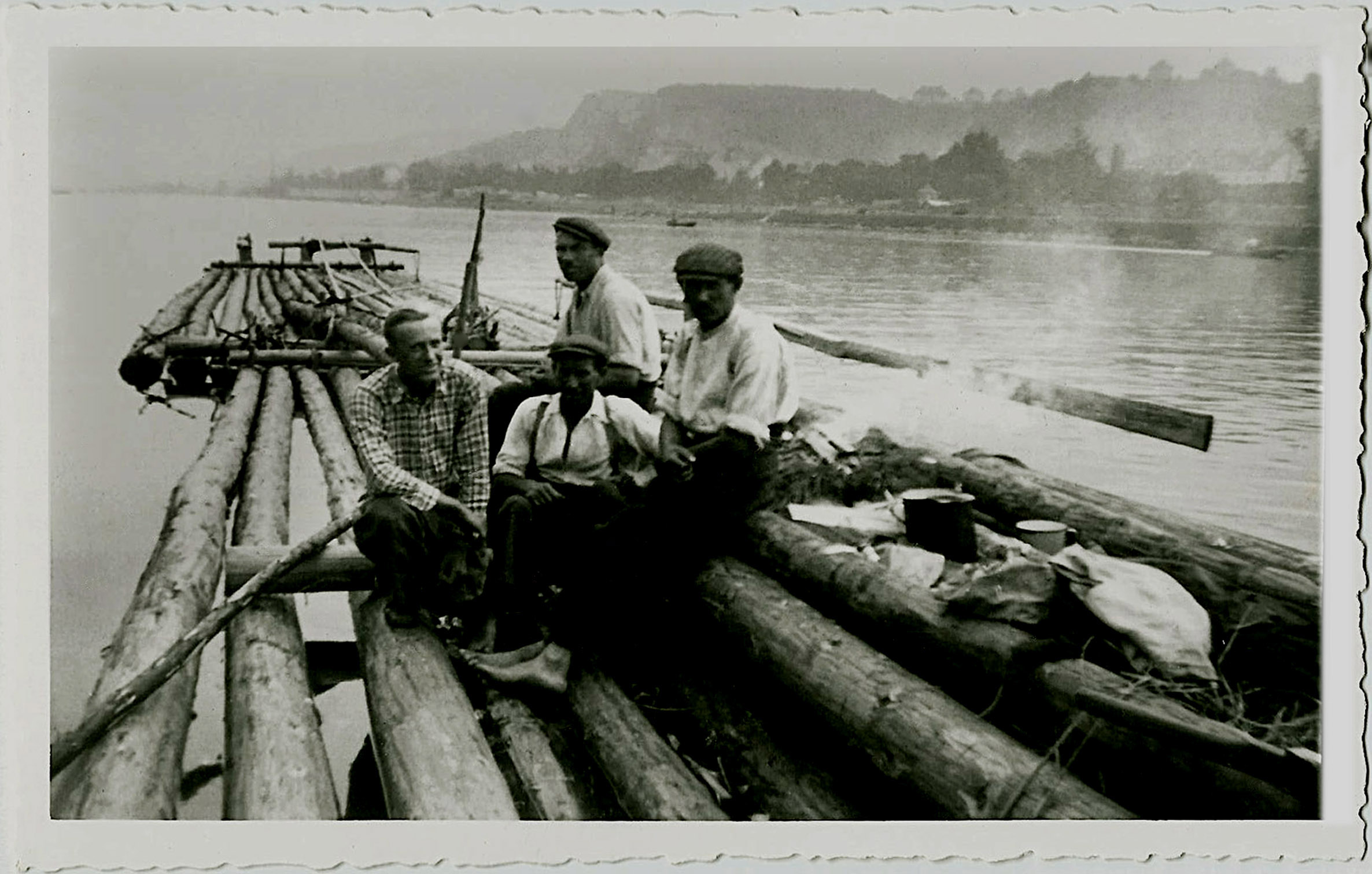
Voraři se blíží k Výtoni v Praze (asi 1927–1928)

#### Vaziště na Vltavě
Vaziště byla zejména v těchto místech:
- Chlum - u Volar, nejvyšší místo, odkud plavba vorů na Vltavě začínala.
- Hruštický most, na 350,7 km, vaziště vpravo
- Vyšší Brod - vaziště na Vltavě.
- Horní Mlýn, na 318,9 km, vaziště vpravo.
- Prostřední plac, na 315,6 km, vaziště vpravo.
- Branná, na 304,4 km, vaziště vlevo.
- Český Krumlov, vaziště Zahrada - na 286,7 km
- České Budějovice - na tomto vazišti se svazovaly obrovské kmeny dlouhé až 50 m (tzv. „holanďani“) určené pro stavbu námořních lodí. Vozily se po zemi z Jindřichova, z Budějovic se plavily po Vltavě a Labi do Hamburku.
- Hluboká nad Vltavou, Zámostí - vaziště vpravo.
- U Macala - na 231,8 km, vaziště vpravo.
- Hodonice - na 230,9 km, vaziště vlevo.
- Libochová - na 229,8 km, vaziště vlevo.
- Ševců Břeh - na 227,9 km, vaziště vpravo.
- Poněšice, Šindelářů Břeh - na 225,7 km, vaziště vpravo, dnes je zde Učební a výcvikové středisko AMU.
- Vohrádka - na 224,4 km, vaziště vpravo.
- U Šafaříka
- Rožmberské Vaziště - na 223,2 km, vaziště vpravo.
- Purkarec, Kotožice - na 221,9 km, vaziště vlevo.
- Na Kněžské - na 220,9 km, vaziště vpravo.
- Arcibiskupské - na 219,8 km, vaziště vpravo.
- U Faktora - na 218,6 km, vaziště vlevo.
- Pod Hradem - na 217,3 km, vaziště vlevo.
- Vlčice - na 216,8 km, vaziště vlevo.
- Arcibiskupské vaziště (také Železnice) - 215,7 km, vaziště vpravo.
- U Zevla - na 208,3 km, vaziště vlevo.
- Pašovák - na 204,7 km, vaziště vpravo; název podle vsi Pašovice.
- Babice – na levém břehu Vltavy mezi Neznašovem (Kořenskem) a Pašovicemi. Končily zde cestu vory z Lužnice a Nežárky a převazovaly se na vltavský způsob. Zaniklo v roce 1924 v souvislosti s útlumem voroplavby.
- Újezd u Albrechtic, pod Týnem nad Vltavou - vaziště zřejmě na levém břehu, vorařský hostinec pana Hrdličky.
- Hladná u Albrechtic - vaziště na levém břehu, nad vazištěm býval rozsáhlý sklad dřeva. První údaj o obci je z roku 1461 a obec (původně Hlasná) prý byla vždy plavecká. Ročně se odtud vypravovalo 7 - 8 tisíc kubíků dřeva z píseckých a neznašovských lesů, po polomech roku 1941 31 tisíc kubických metrů. Sídlila zde proslulá plavecká rodina Husů. Na pravém břehu plavecká hospoda U študenta.
- Kostelecké Břehy - osada s vazištěm na pravém břehu Vltavy před Žďákovem. Dnes je území zatopeno Orlickou přehradou.
- Políčko - na levém břehu Vltavy naproti osadě Radava, mezi vesnicemi Velký Vír a Podskalí. Dnes je území zatopeno Orlickou přehradou.
- Brousek - vaziště, samota a přívoz na pravém břehu Vltavy mezi vesničkou Podskalí a samotou Korce. Dnes je území zatopeno Orlickou přehradou.
- Těchnice - mezi osadami Korce a Těchnice na pravém břehu Vltavy. V blízkosti bývala hájovna. Dnes je území zatopeno Orlickou přehradou.
- Zavadilka - mezi dnešní Orlickou přehradou a vesnicí Solenice na levé straně Vltavy u ústí Líšnického potoka. U vaziště býval hostinec Zavadilka, u níž stál stůl podle pověsti 400 let starý. V místě bývávalo i překladiště soli, podle nějž má ves název.
- Podskalí (Výtoň) v Praze - většina dřeva zde končila a odvážela se ke zpracování, část se převazovala. Zpravidla se zde měnily party a dále pokračovali podskalští plavci.

Zdroj: Já jsem plavec od vody: Vladimír Scheuffler, Václav Šolc,1986
Poznámka: Většina vazišť je zatopena vodami vodních nádrží.

#### Vaziště na Otavě
- Čeňkova pila nad Rejštejnem, na soutoku Vydry a Křemelné – zřízeno 1864–1867. Nejvyšší místo odkud se plavily vory na Otavě
- Rejštejn – na Paulině louce vaziště, pila, hospoda U Myších domků
- Radešov – cca 2 km za Rejštejnem
- Páteček pod Dlouhou Vsí zhruba v polovině cesty mezi Rejštejnem a Sušicí
- Žichovice (mezi Sušicí a Horažďovicemi) – vaziště s celoročním provozem u umělého kanálu postaveného roku 1850 ze starého ramene řeky. Místním plavcům se říkalo hamburáci, protože často plavili dřevo až do Hamburku.
- Na bělidle, Písek – doloženo např. z roku 1949
- Štědronín – ostroh (pravý břeh) před ústím řeky Lomnice asi 2 km před Štědronínem se natáčel film Plavecký mariáš (1952), další vaziště bylo i přímo ve Štědroníně pod Svatou Annou.
- Zvíkov – na pravém břehu Otavy před soutokem s Vltavou pod hradem Zvíkov. V blízkosti byl přívoz, největší i nejobávanější jez a plavecký hostinec U Smrtů na levém břehu.

#### Nežárka
Nežárku usplavnil po lesní kalamitě roku 1822 Vojtěch Lanna starší, loďmistr, podnikatel a stavitel, původem z Českých Budějovic. Ten se kromě úprav říčních koryt věnoval také například výstavbě mostů, postavil most císaře Františka I. nebo původní řetězový Podolský most mezi Pískem a Táborem.
K vazištím se dřevo sváželo pomocí volů. Vaziště byla například v těchto místech:
- Šimanov
- Jemčina
- před Pávkem

#### Vaziště Baronův most
Buquoyské vaziště Baronův most bylo umístěno nedaleko osady Leopoldov, součásti Pohorské Vsi, u Pohořského potoka, který se vlévá do říčky Černá a ta do Malše, přítoku Vltavy. Dnes je z bývalé hájovny pension s názvem Baronův most.

### Sázava
Na Sázavě se plavily vory od Světlé nad Sázavou až do Davle (142 km), později pro častý nízký stav vody jen ze Zruče nad Sázavou (109 km), odkud cesta do Prahy trvala nejméně tři až čtyři dny. Po přítocích Sázavy se plavilo také, na Želivce v 17 kilometrů dlouhém úseku z Dolních Kralovic a na Blanici 7 kilometrů od Libže. Voroplavbu v povodí Sázavy provozovala panství, dvory a polesí, Metropolitní kapitula u sv. Víta v Praze a Královská kolegiátní kapitula sv. Petra a Pavla na Vyšehradě. Kvůli stavu vody se plavilo především na jaře a na podzim – v létě jen výjimečně. V létě chodili plavci odstraňovat ze dna řeky balvany a vršit je do hrází podél řeky.
Sázavské vory měly délku sedm metrů a byly svázány z dvanácti kmenů. Po Sázavě se plavilo dvacet pět vorů za sebou, od Davle do Prahy se jich vázalo až čtyřicet za sebou.
V Čerčanech sídlil poříčný pro řeku Sázavu, zástupce Říčního úřadu dozírající na provoz i na úpravy řeky. Sázavští plavci se dělili na dvě skupiny, Horňáky a Dolňáky – první plavili dřevo jen do Čerčan, druzí pokračovali z Čerčan do Davle. Dolní úsek byl mimořádně náročný, zejména mezi Žampachem a Pikovicemi. Sázavskou voroplavbu vytlačila hlavně železnice, která ve srovnání s vory nebyla závislá na přírodních podmínkách. Poslední vory po Sázavě pluly s koncem druhé světové války.

#### Vaziště
- Zruč nad Sázavou - v 19. století doložena v místní kronice dvě vaziště
- Šternberk - doloženo v listině šternberského panství v roce 1638, užíváno do doby 2. světové války
- Iváň u Ratají nad Sázavou - doloženo v listině šternberského panství v roce 1712, užíváno do doby 2. světové války
- Hvězdonice
- Chrást u Týnce nad Sázavou
- Kaňov - levý břeh, pro panství Lešany
- Kamenný Přívoz - levý břeh, pro panství Lešany
- Medník - v roce 1897 pod názvem Mědník nad Babami u Pikovic

### Berounka
Na Berounce je doložená existence vaziště například v Krašově.

### Labe
Na Labi také odedávna probíhala voroplavba. Arnošt z Pardubic dostal od Karla IV. právo vybírat v Pardubicích clo za plavení dříví již v roce 1357. Pod Pardubicemi se vory doplavené z podhůří svazovaly ve větší pltě, dlouhé až sto metrů. Poslední vory přes Pardubice pluly ve dvacátých letech 20. století. Vaziště bývalo v Pardubicích u ústí bývalého západního ramene Chrudimky.